# 大絲副緋鯉
大絲副緋鯉為輻鰭魚綱鱸形目鱸亞目鬚鯛科的其中一種，分布於印度西太平洋區，從紅海、東非至印尼菲律賓海域，棲息深度3-25公尺，體長可達40公分，生活在潟湖、臨海礁石、沙底質海域，屬肉食性，以甲殼類、蠕蟲等為食，可做為食用魚及觀賞魚。